# Catharsius capucinus
Catharsius capucinus là một loài bọ cánh cứng trong họ Bọ hung (Scarabaeidae).